# Brandförsvar

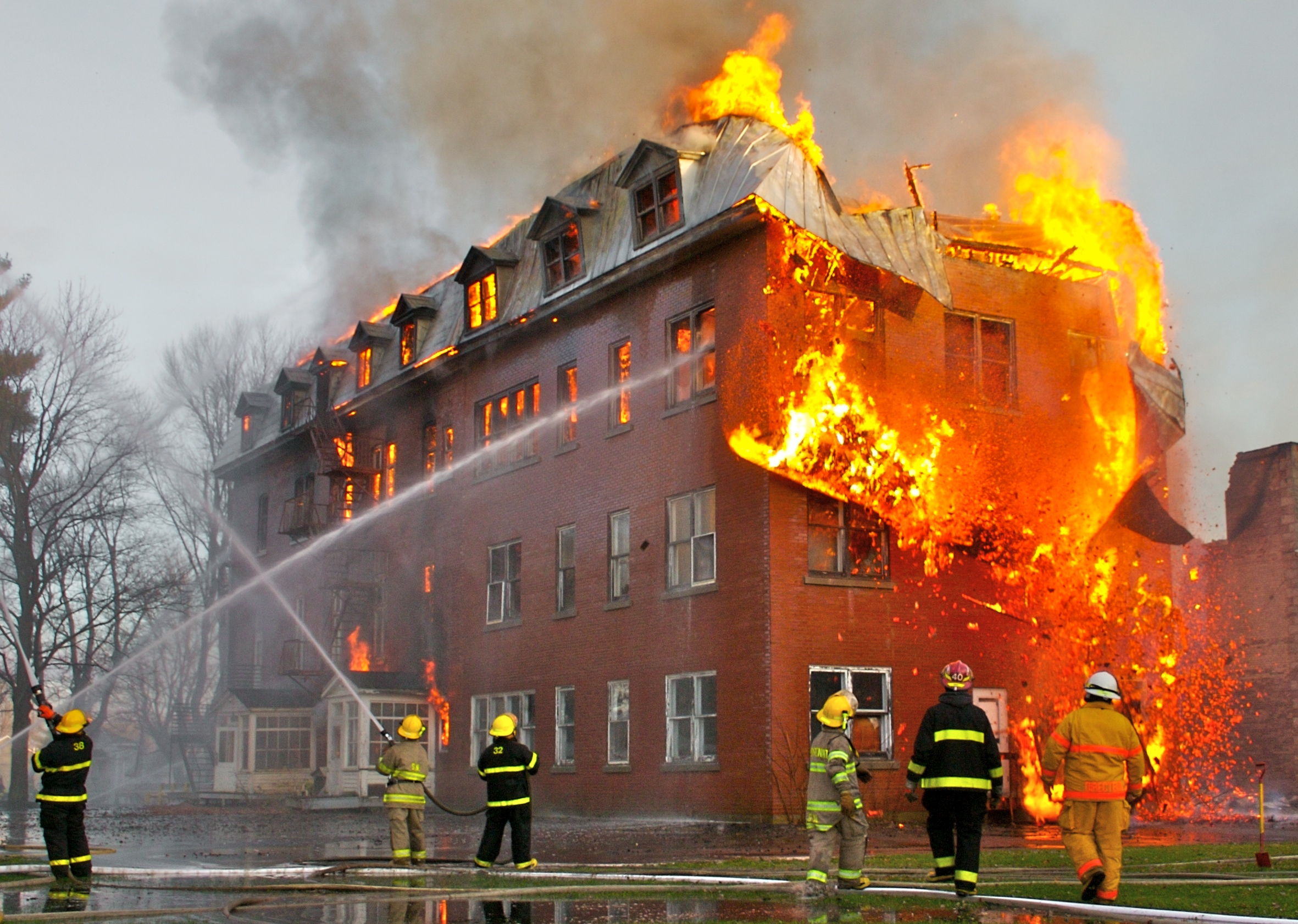
Brandmän i arbete vid en brand i Massueville i Québec i Kanada

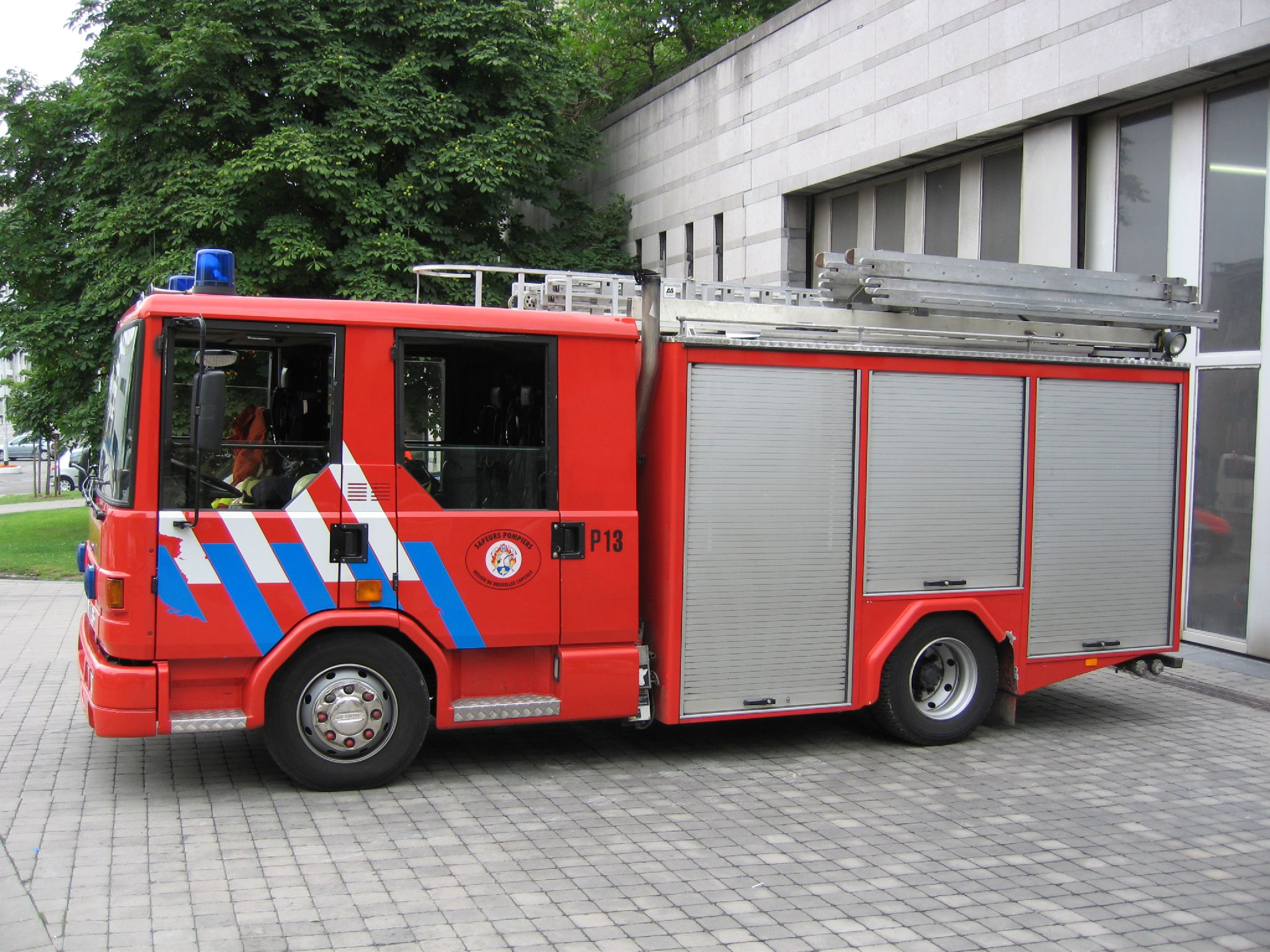
Släckbil från brandförsvaret i Bryssel.

Brandförsvar är åtgärder mot bränder.
Brandförsvaret består av brandskydd, som är det förebyggande arbetet, och brandsläckning, som går ut på att släcka bränder som uppstått. För att komplettera åtgärder på plats finns annan räddningstjänst.

## Historik
I städer har det varit stadsvakter eller motsvarande som haft ansvar att hålla uppsikt över brand. Efter branden i London 1666 inrättades en sorts brandkår. Professionella brandkårer blev vanliga på 1800-talet.

## Brandförsvar i Europa

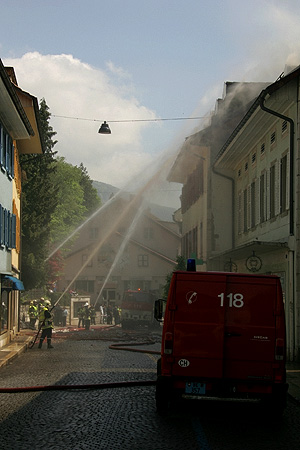
Bekämpning av brand i ett flerfamiljshus i Moutier, Schweiz.

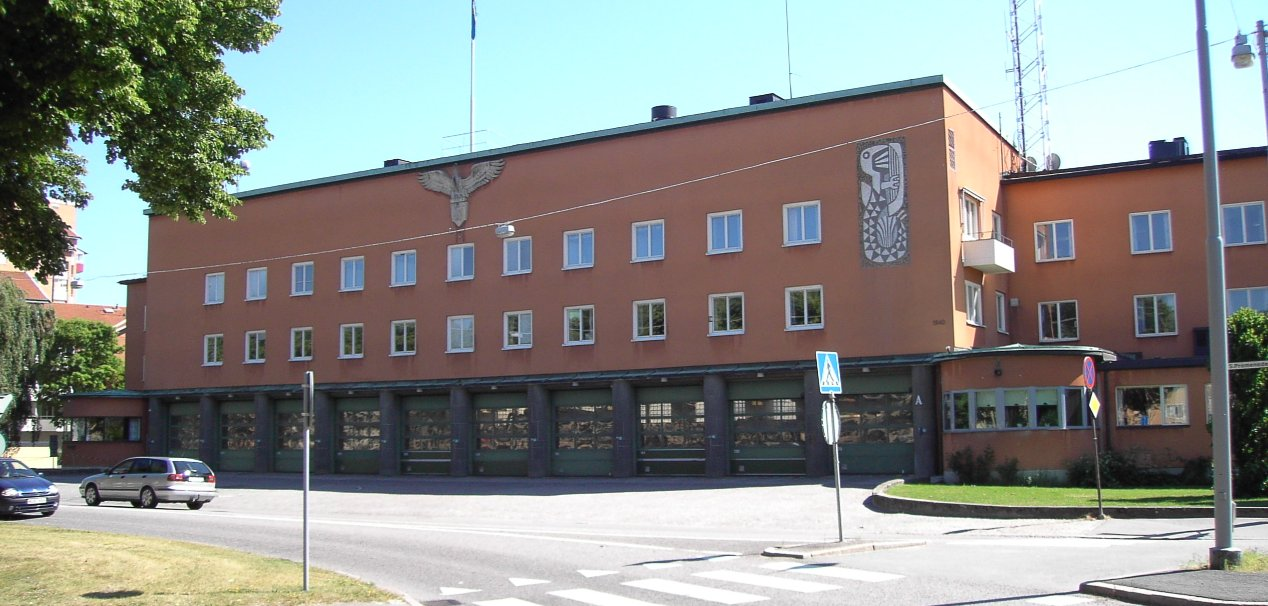
Brandstationen i Norrköping 2005

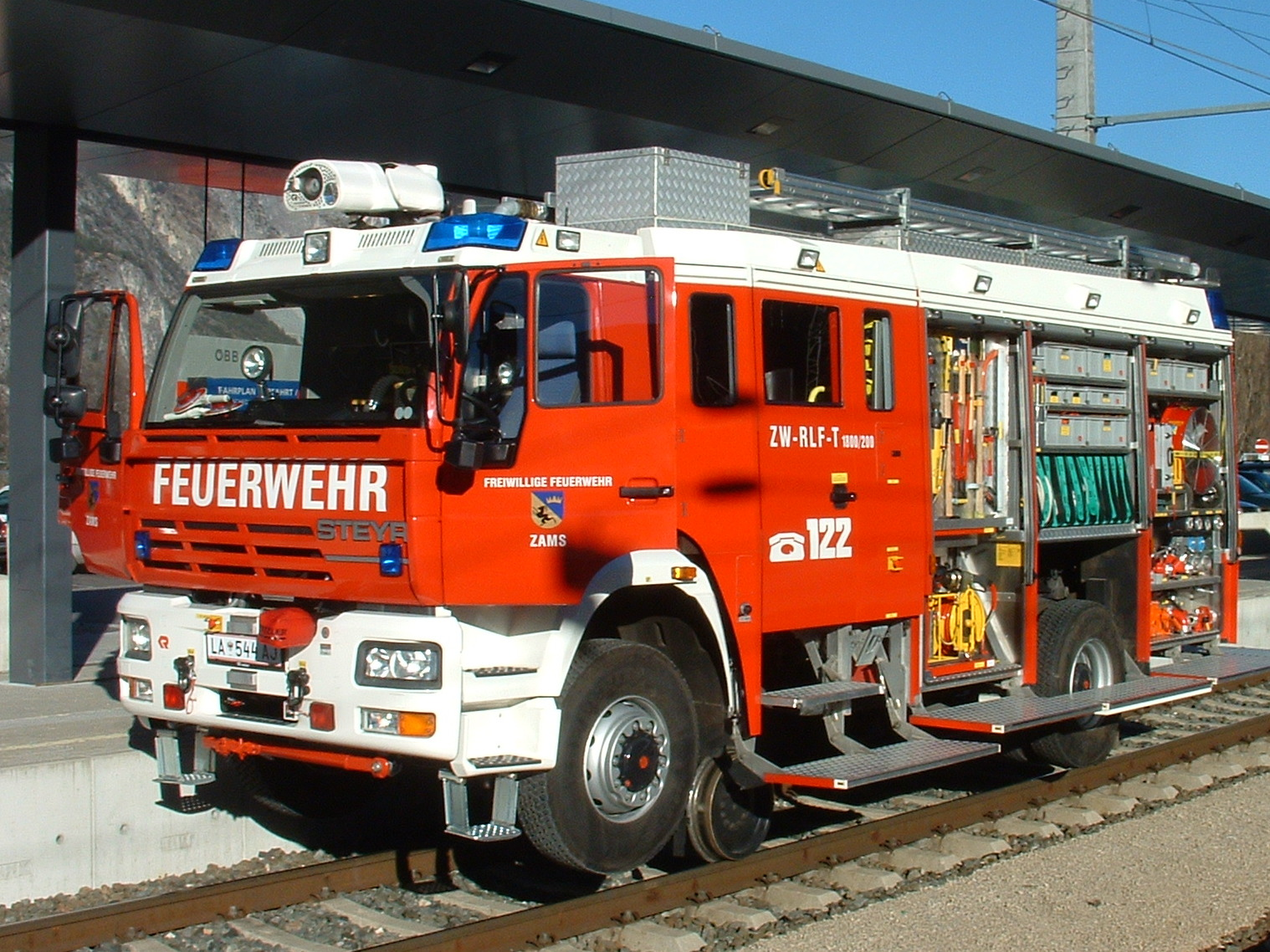
Kombinationsfordon väg-räls från frivilliga brandkåren i Zams, Österrike

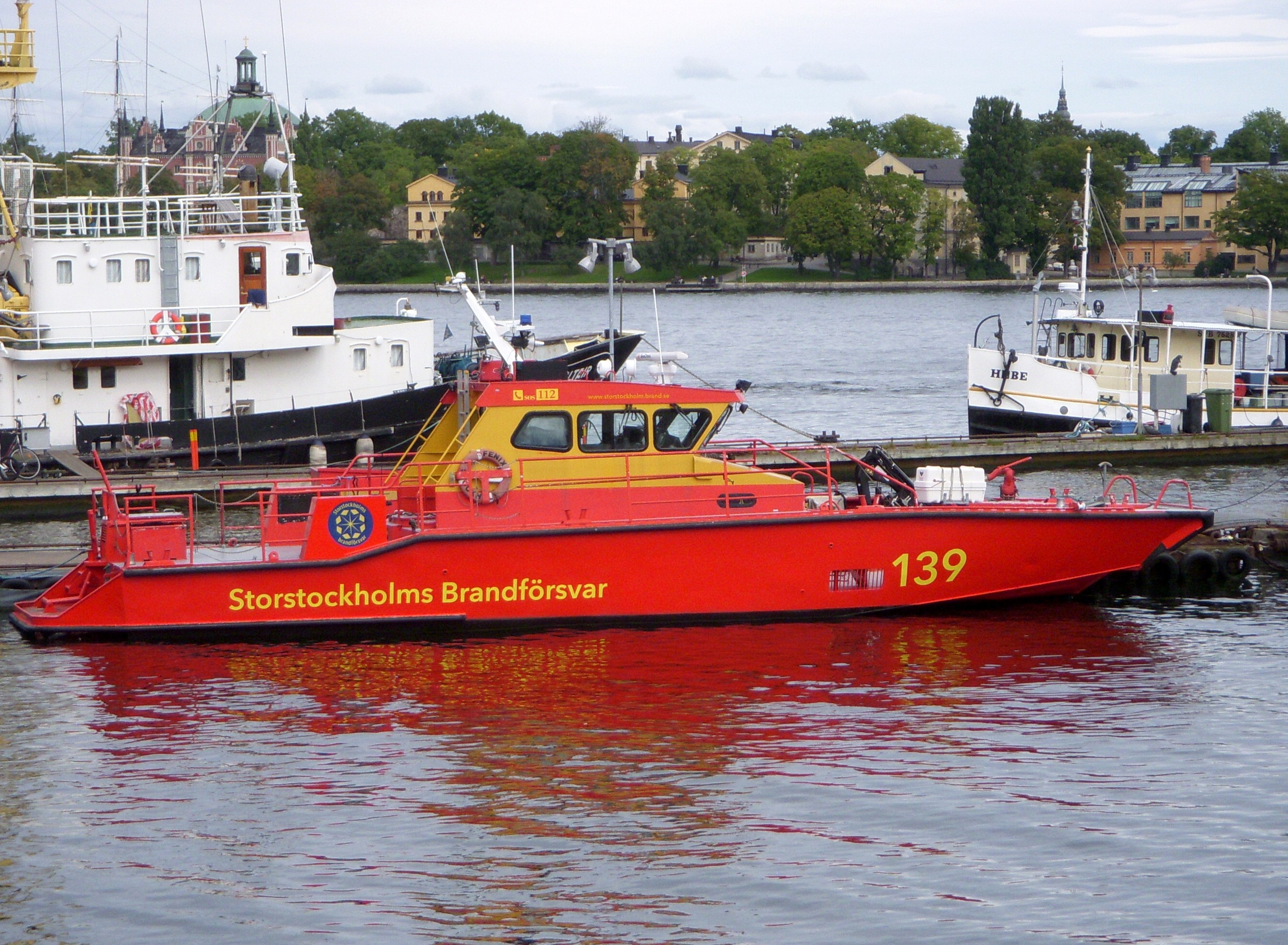
Ett av Storstockholms brandförsvars fartyg.

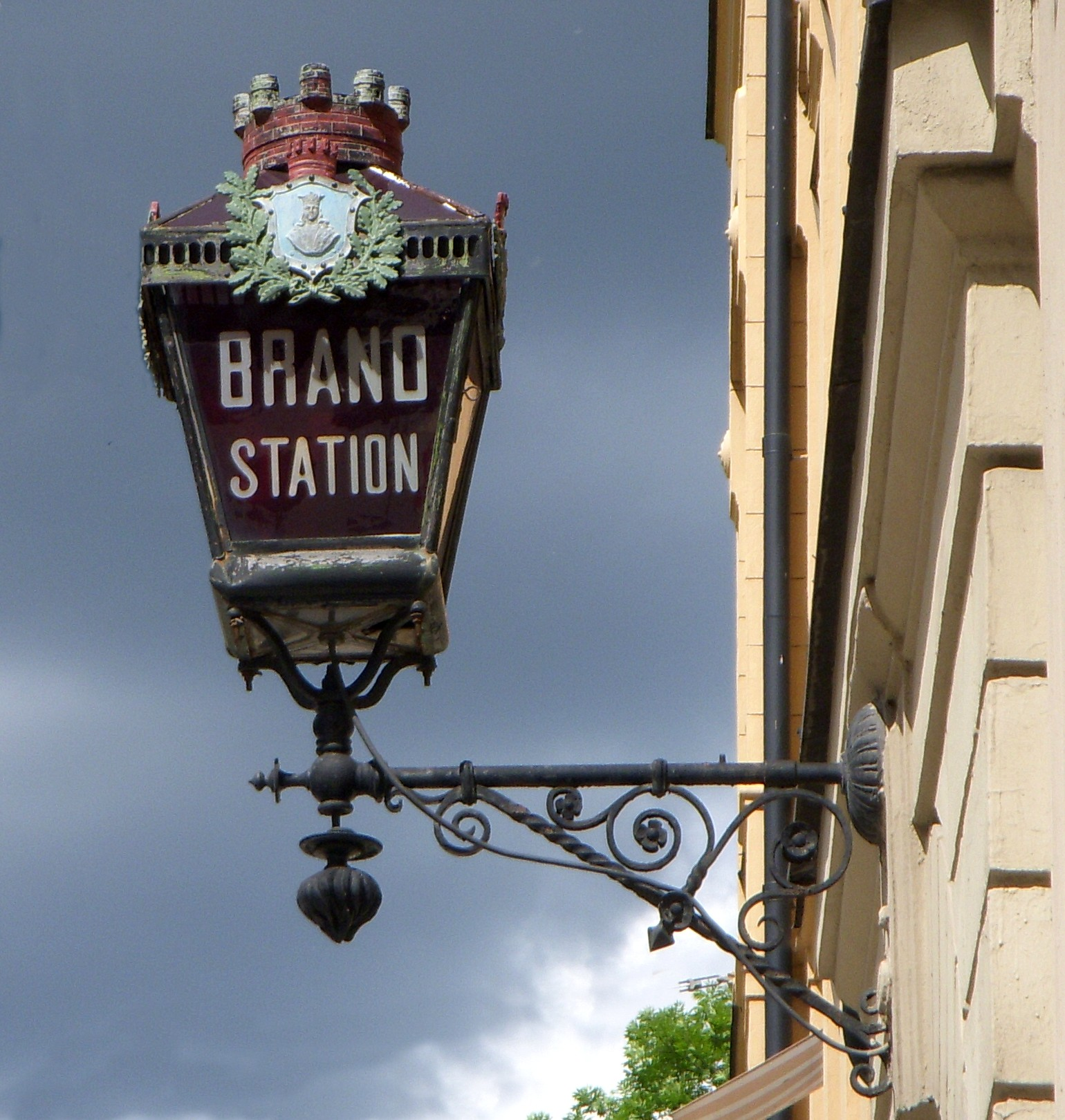
Brandlyktan vid Johannes brandstation.

### Belgien
Det belgiska brandförsvaret - Brandweer/Service d'Incendie - är ett kommunalt ansvar som utövas genom egna eller gemensamma brandkårer. Det finns 589 kommuner och 251 brandkårer. De kommunala brandkårerna samarbetar inom ramen för regionala brandförsvarszoner. 70 % av brandmännen är frivilliga. Endast i de större städerna finns yrkesbrandkårer. Belgien hade 2012 000 frivilliga och 5 000 yrkesbrandmän.
De belgiska brandkårerna är indelade i fyra kategorier:
1. Kategori Х: de fem största brandkårerna med enbart yrkespersonal.
2. Kategori Y: 25 större städer har brandkårer som både har yrkespersonal och frivillig personal.
3. Kategori Z: 122 brandkårer med enbart av frivillig personal har också uppdrag utanför den egna kommunen.
4. Kategori C: 79 brandkårer med enbart frivillig personal ansvarar enbart för den egna kommunen..[1]

- Se även: Brandförsvarets grader i Belgien

### Danmark
Det danska brandförsvaret - Redningsberedskapet - är ett kommunalt ansvar som utövas antingen genom egna brandkårer (med heltids- och deltidsanställd personal) eller genom entreprenörer (2/3 av alla kommuner). Endast i de tidigare tyska delarna av Sønderjylland finns det frivilliga brandkårer. Överordnad statlig myndighet är Beredskapsstyrelsen, som för större insatser har fem statliga beredskapscentra (med värnpliktig personal) till sitt förfogande. I Danmark finns 3400 deltidsanställda och 1700 heltidsanställda brandmän. Därtill kommer 1400 värnpliktiga, heltidsanställda och frivilliga från Beredskapsstyrelsen.

### Estland
I Estland utgjorde tidigare vart och ett av de 15 länen jämte huvudstaden Tallinn en räddningsmyndighet - Maakonna päästeteenistus - med ansvar för ett länsomfattande brandförsvar. Dessa har nu ersatts av fyra regionala räddningsmyndigheter. Överordnad statlig myndighet är det estniska räddningsverket - Päästeamet. Under detta lyder även alarmcentralen, ammunitionsröjningstjänsten och insatsstyrkan för internationella hjälpinsatser.

### Finland
Det finländska brandförsvaret - Räddningsväsendet  - är indelat i 22 räddningsområden som täcker hela landets yta förutom Åland som har egen lagstiftning. I varje område finns ett räddningsverk som har ordinarie räddningspersonal samt avtalsbrandkårer (frivilliga- eller industribrandkårer) som tecknat avtal med områdets räddningsverk. Räddningsområdena sysselsätter ungefär 5000 personer i huvudsyssla samt 14 300 i bitjänst samt frivillig personal. År 2006 fanns det 635 frivilliga brandkårer och 135 industribrandkårer. Enligt räddningslagen är andra myndigheter och organisationen skyldiga att samarbeta.
Överordnad statlig myndighet är Inrikesministeriets räddningsavdelning, Räddningsväsendet.
- Nödcentralsverket
- Räddningsverken i Finland

### Frankrike
- Huvudartikel: Räddningstjänsten i Frankrike

Ryggraden i det franska brandförsvaret utgörs av de frivilliga brandkårerna - sapeurs-pompiers volontaire (SPV) - med över 190 000 brandmän. Det finns också landstingskommunala yrkesbrandkårer - sapeurs-pompiers professionnel (SPP) med 30 000 brandmän. Bägge typerna av brandkårer ingår i den länsvist organiserade brand- och räddningstjänsten - Service Départemental d'Incendie et de Secours (SDIS), som också omfattar ambulanssjukvården. 
I Paris svarar en militär brandförsvarsbrigad ur ingenjörstrupperna - Brigade des sapeurs-pompiers de Paris (BSPP) med 8 000 brandmän för brandsläckning och förebyggande brandförsvar. I Marseille svarar en militär brandförsvarsbataljon ur flottan - Bataillon de marins-pompiers de Marseille (BMPM) - med 2 000 brandmän för samma uppgifter. Vid större insatser, framförallt vid skogsbränder, naturkatastrofer och kemiska olyckor, biträds brandförsvaret av tre räddningsbataljoner ur ingenjörstrupperna - Unités d'Instruction et d'Intervention de la Sécurité Civile (UIISC). Överordnad statlig myndighet är Inrikesministeriets försvars- och befolkningsskyddsdirektion - Direction de la défense et de la sécurité civiles.

### Italien
- Huvudartikel: Brandförsvaret i Italien

I Italien är ansvaret för brandförsvaret statligt och utövas genom den statliga brandkåren - VV.F. - Corpo Nazionale dei Vigili del Fuoco, som består av både heltidsanställd personal och frivilliga. Den autonoma provinsen Sydtyrolen, ansvarar dock för sitt eget brandförsvar genom en yrkesbrandkår - Berufsfeuerwehr Bozen - och 305 frivilliga brandkårer. Den autonoma regionen Valle d'Aosta har en egen brandkår - Corpo Valdostano dei Vigili del Fuoco, som består av både heltidsanställd personal och frivilliga.

### Lettland
Ansvaret för brandförsvaret åvilar i Lettland den statliga brandförsvars- och räddningstjänsten - Valsts ugunsdzēsības un glābšanas dienests. Personalen består av militärt organiserade yrkesbrandmän med en reserv av frivilliga. Brandförsvaret är organiserat i 27 brandkårer. 

### Litauen
Ansvaret för brandförsvaret åvilar i Litauen den statliga brandförsvars - och räddningsdepartementet - Priešgaisrinės apsaugos ir gelbėjimo departamentas. Under departementet lyder 10 länsbrandkårer och 3 brandkårer för strategiska objekt (oljeraffinaderiet i Mažeikiai, kärnkraftverket Ignalina samt gas- och oljekraftverket i Elektrėnai).
Personalen utgörs av 3 700 militärt organiserade yrkesbrandmän och 1 200 civilanställda.

### Nederländerna
Det holländska brandförsvaret - Brandweer - är ett kommunalt ansvar som utövas genom egna brandkårer. De kommunala brandkårerna samarbetar inom ramen för 25 regionala brandkårer. 85 % av brandmännen är frivilliga. Endast i de större städerna finns yrkesbrandkårer. Nederländerna har 22 000 frivilliga och 4 000 heltidsanställda brandmän.
- Se även: Brandförsvarets grader i Nederländerna

### Norge
Det norska brandförsvaret - Brannvesenet - är ett kommunalt ansvar, som huvudsakligen utövas genom egna eller interkommunala brandkårer med heltids- och deltidsanställd personal. Överordnad statlig myndighet är Direktoratet for samfunnssikkerhet og beredskap (DSB). Till Direktoratets förfogande står också det norska civilförsvaret - Sivilforsvaret som fått en ökad betydelse för den fredstida räddningstjänsten genom frivilliga fredsinsatsgrupper.
- Se även: Civilförsvarets grader i Norge

### Schweiz
Brandförsvaret i Schweiz regleras genom kantonal lagstiftning. I de flesta kantoner finns en allmän brandförsvarsplikt för män och kvinnor. Den som av olika skäl inte kan tjänstgöra i brandförsvaret betalar istället en brandförsvarsskatt om ca 1 % av årsinkomsten. Ryggraden i det schweiziska brandförsvaret utgörs av kommunalt organiserade milisbrandkårer - Milizfeuerwehr - bestående av sådan brandförsvarspliktig personal. I vissa kantoner, som Zürich, Zug och Glarus är man på väg att ersätta milisbrandkårerna med frivilliga brandkårer. I de större städerna finns yrkesbrandkårer. I Schweiz finns 119 000 brandmän i milisbrandkårerna och de frivilliga brandkårerna. Antalet yrkesbrandmän är endast 1 400.

### Storbritannien
Huvudansvaret för brandförsvaret i Storbritannien åvilar oberoende regionala brandmyndigheter - Fire Authorities, som till sitt förfogande har regionala brandkårer - Fire Services -med heltids- och deltidsanställd personal. Överordnade statliga myndigheter är Her Majesty's Fire Service Inspectorate (HMFSI) och Her Majesty's Fire Service Inspectorate for Scotland (HMFSI). I England och Wales finns 35 500 heltidsanställda, 15 000 deltidsanställda och 1 500 frivilliga brandmän. I båda länder brandkårer är organiserade efter grevskap. I Skottland, sedan 2013 det finns ett enhetlig brandförsvar - Scottish Fire and Rescue Service - för hela landet. Nordirland också har ett enhetlig brandförsvar, Northern Ireland Fire and Rescue Service.

### Sverige
Det svenska brandförsvaret - den kommunala räddningstjänsten - är ett kommunalt ansvar, som utövas genom egna eller interkommunala brandkårer med heltids- och deltidsanställd personal. Överordnad statlig myndighet är Myndigheten för samhällsskydd och beredskap.

### Tyskland
Brandförsvaret i Tyskland regleras genom delstatlig lagstiftning. Brandförsvaret är en kommunal angelägenhet, men ryggraden i det tyska brandförsvaret utgörs av 24 700 frivilliga brandkårer - Freiwillige Feuerwehr (FF) - med 1,3 miljoner brandmän. Varje tätort och samhälle har sin egen frivilliga brandkår, som samordnas på kommunal och högre nivå. Det finns också 900 industribrandkårer - Werkfeuerwehr (WF) - med 30 000 brandmän och 100 kommunala yrkesbrandkårer -  Berufsfeuerwehr (BF) med 26 000 brandmän.

### Österrike
Brandförsvaret i Österrike regleras genom delstatlig lagstiftning. Brandförsvaret är en kommunal angelägenhet, men ryggraden i det österrikiska brandförsvaret utgörs av de frivilliga brandkårerna med 300 000 brandmän. Varje tätort och samhälle har sin egen frivilliga brandkår. Yrkesbrandkårer finns bara i de sex största städerna. För effektivare insatser samarbetar de frivilliga brandkårerna genom delstatsbrandkommandon, länsbrandkommandon och avsnittsbrandkommandon.